# Zubereitung
Zubereitung ist eine Tätigkeit, durch die gemäß einem Kochrezept (Kochkunst) oder einer Rezeptur (Chemie/Medizin) aus bestimmten Zutaten bzw. Grundstoffen nach einem gegebenen Verfahren ein Produkt erzeugt wird. Auch das Ergebnis der Zubereitung wird so genannt.

## Chemie und Medizin
In der Chemie sind „Zubereitungen“ aus zwei oder mehreren Stoffen bestehende Gemenge, Gemische oder Lösungen. Zubereitungen sind absichtlich herbeigeführt und basieren auf einer Rezeptur. Zufällig enthaltene Verunreinigungen usw. werden dabei nicht mit in Betracht gezogen, es sei denn, die Verunreinigungen verlangen eine chemikalienrechtliche Gefahrstoffkennzeichnung. Chemikalienrechtlich werden „Zubereitungen“ von Stoffen (neuen und alten Stoffen), Polymeren und  Erzeugnissen unterschieden.
Die Bestandteile der Zubereitung bleiben verhältnismäßig unverändert (Gemische, Lösungen, Gemenge usw.) und/oder beruhen auf chemischen Reaktionen, welche die Eigenschaften der Zubereitung (des Produktes, des Präparates usw.) im Verhältnis zu den Ausgangsstoffen völlig verändern können.

## Chemikalien- und Pflanzenschutzrecht
Der Begriff „Zubereitung“ wurde in der Ursprungsfassung der REACH-Verordnung aus dem Jahre 2006 als Oberbegriff für Gemische, Gemenge und Lösungen verwendet. In der CLP-Verordnung fand hingegen nur der Begriff „Gemisch“ Verwendung, was dann Ende 2008 in die REACH-Verordnung übernommen wurde. Seither wird er im europäischen Chemikalienrecht und somit im deutschen Chemikaliengesetz als Oberbegriff für Gemische im engeren Sinne, Gemenge und Lösungen verwendet, die aus zwei oder mehr Stoffen bestehen.
Im Pflanzenschutz ist der Begriff hingegen in der Europäischen Union weiterhin in Gebrauch und definiert als Gemisch oder Lösung aus zwei oder mehreren Stoffen, die zur Verwendung als Pflanzenschutzmittel oder Zusatzstoffe bestimmt sind.

## Lebensmittel
In der Lebensmittelindustrie und im Lebensmittelhandwerk werden Naturprodukte (Fleisch, Gemüse, Gewürze usw.) nach einer festgelegten Rezeptur zubereitet. Die dabei verwendeten Inhaltsstoffe sind in der Zutatenliste (Deklaration) anzugeben.

## Kochkunst
Die Zubereitung besteht in der Kochkunst darin, dass der Koch die Auswahl der Zutaten für eine Speise trifft und deren Aufbereitung mit Hilfe von Kochgeschirr und Küchengeräten etwa durch Garen und der Komposition mit zugehörigen Garnituren und Beilagen vornimmt. Ein Kochbuch oder praktische Kochtipps können für ungelerntes Personal hierbei als Anleitung dienen. Die hohe Kunst der Zubereitung besteht darin, bei Warmspeisen den individuellen Garpunkt zu erreichen. Die Qualität der Speisen hängt von der Qualität ihrer Zutaten und einem hohen Grad an Eigenfertigung ab. Bei hoher Eigenfertigung und Zutatenqualität handelt es sich um gutbürgerliche Küche (oder sogar Haute Cuisine), bei hoher Fremdfertigung (Verwendung von Fertiggerichten wie Fertigsuppen) schlechtesten Falls um Junk Food. Das Ergebnis der Zubereitung heißt Speise oder Mahlzeit.